# Montalembert, Deux-Sèvres
Montalembert är en kommun i departementet Deux-Sèvres i regionen Nouvelle-Aquitaine i västra Frankrike. Kommunen ligger i kantonen Sauzé-Vaussais som tillhör arrondissementet Niort. År 2022 hade Montalembert 298 invånare.

## Befolkningsutveckling
Antalet invånare i kommunen Montalembert
| Referens: INSEE |